# Osmariel Villalobos
Osmariel Maholi Villalobos Atencio (sinh ngày 2 tháng 8 năm 1988) là người dẫn chương trình truyền hình Venezuela, người mẫu và chủ nhân cuộc thi sắc đẹp Venezuela, người đã đăng quang Hoa hậu Trái Đất Venezuela năm 2011. Cô đại diện cho Venezuela tại Hoa hậu Trái Đất 2012 tại Philippines và giành chiến thắng "Danh hiệu Hoa hậu Trái Đất-Nước "(Á hậu 2) và Giải thưởng Hoa hậu Ảnh thu được 28.000 phiếu kết hợp trên phương tiện truyền thông xã hội và trang web Hoa hậu Trái Đất.
Villalobos đang làm việc trên Venevision (chương trình TV của Portada).